# Dampierre-sur-Moivre
Dampierre-sur-Moivre is een gemeente in het Franse departement Marne (regio Grand Est) en telt 119 inwoners (2009). De plaats maakt deel uit van het arrondissement Châlons-en-Champagne.

## Geografie
De oppervlakte van Dampierre-sur-Moivre bedraagt 11,8 km², de bevolkingsdichtheid is dus 10,1 inwoners per km².
De onderstaande kaart toont de ligging van Dampierre-sur-Moivre met de belangrijkste infrastructuur en aangrenzende gemeenten.

## Demografie
Onderstaande figuur toont het verloop van het inwonertal (bron: INSEE-tellingen).